# 扎沃爾日耶
56°38′N 43°24′E / 56.633°N 43.400°E
扎沃爾日耶（俄语：Заво́лжье）是俄羅斯下諾夫哥羅德州西北部戈羅傑茨區的一個城市。位於伏爾加河右岸、戈羅傑茨對岸，距下諾夫哥羅德55公里。2002年人口43,971人。
1950年建立，1964年設市。